# Kushiro (phó tỉnh)
Kushiro (釧路総合振興局 Kushiro-sōgō-shinkō-kyoku) là phó tỉnh của Hokkaidō, Nhật Bản. Tính đến ngày 1 tháng 10 năm 2020, dân số ước tính phó tỉnh là 57.536 người và mật độ dân số là 9,6 người/km2. Tổng diện tích thị trấn là 5997,38 km2.

## Hành chính
| Tên                            | Tên      | Diện tích (km2) | Dân số  | Huyện     | Loại đô thị | Bản đồ |
| Rōmaji                         | Kanji    | Diện tích (km2) | Dân số  | Huyện     | Loại đô thị | Bản đồ |
| ------------------------------ | -------- | --------------- | ------- | --------- | ----------- | ------ |
| Akkeshi                        | 厚岸町   | 734,82          | 9.048   | Akkeshi   | Thị trấn    |        |
| Hamanaka                       | 浜中町   | 427,68          | 6.120   | Akkeshi   | Thị trấn    |        |
| Kushiro (trung tâm hành chính) | 釧路市   | 1.362,75        | 167.875 | Không có  | Thành phố   |        |
| Kushiro                        | 釧路町   | 252,57          | 19.941  | Kushiro   | Thị trấn    |        |
| Shibecha                       | 標茶町   | 1.099,41        | 7.862   | Kawakami  | Thị trấn    |        |
| Shiranuka                      | 白糠町   | 773,74          | 7.972   | Shiranuka | Thị trấn    |        |
| Teshikaga                      | 弟子屈町 | 774,53          | 7.631   | Kawakami  | Thị trấn    |        |
| Tsurui                         | 鶴居村   | 571,84          | 2.516   | Akan      | Làng        |        |